# 1904年9月9日日食
1904年9月9日日食是一次日全食，發生於1904年9月9日（東半球為9月10日）。新月當天（即朔日），地球上觀測到月球和太阳的角距離極小，此時月球如果恰好在月球交點附近，穿過太阳和地球之間，與地球、太阳接近一直線，則會出現日食。月球本影接觸地表而使該區域完全得不到陽光，就會形成日全食，同時在本影兩側數千公里的半影範圍內遮擋部分陽光，形成日偏食。此次日全食經過了德屬新幾內亞和智利，日偏食則覆蓋了南美洲中西部和太平洋大部。

## 日食概況

### 出現區域
太平洋西部科斯雷島以北約270公里的洋面在9月10日日出時最先看到日全食，隨後月球本影向東覆蓋了拉利克礁鏈的部分島嶼，跨過國際日期變更線，逐漸轉向東南，在馬克薩斯群島東北約790公里的洋面達到最大食分。此後本影繼續向東南劃過很長的洋面，最終在9月9日日落時分劃過智利北部的一小段陸地並離開地表。
此次全食帶覆蓋範圍內絕大部分都是海洋。除部分島嶼外，該次全食帶內的陸地僅有本影即將離開地表時在智利劃過的約100公里。本影經過的陸地依次包括：
- 德屬新幾內亞（今馬紹爾群島部分）：烏賈環礁極南端、萊環礁、利布島、夸賈林環礁南部、納穆環礁、艾林拉帕拉普環礁東北部、賈布沃特島、埃里庫布環礁除北端外的大部、馬洛埃拉普環礁、奧爾環礁；
- 智利：阿塔卡马大区西北部和安托法加斯塔大區西南角。[3][4]

除了狹窄的全食帶內能看見日全食之外，月球半影覆蓋範圍內都能看到日偏食，包括密克羅尼西亞島群中東部、美拉尼西亚島群東部、玻里尼西亞島群除新西兰外的大部、哥伦比亚中南部、委內瑞拉南部、厄瓜多尔、秘鲁、巴西西部、玻利維亞、智利、阿根廷除東北角外的絕大部分、巴拉圭中西部、乌拉圭西部。其中大部分位於國際日期變更線以東，在9月9日看到日食，剩下的部分在9月10日看到日食。

### 基本參數
- 類型：日全食
- 食甚中心處（位於馬克薩斯群島東北約790公里的太平洋）資料：
  - 時間：1904年9月9日20:44:17.4
  - 地點：3°42.6′S 134°31.5′W / 3.7100°S 134.5250°W
  - 食分：1.0709（全食帶內最大）
  - 日全食持續時間：6分19.8秒

## 觀測
智利國家天文台在智利安托法加斯塔大區塔爾塔爾建立了觀測站，但當地的日全食被雲層遮擋，無法看到。而在智利首都圣地亚哥則在日落前夕看到了日偏食。

## 相關的日食

### 1902-1906年的日食
月球交替位於相對的月球交點時，以半個交點年（食年），即約177天又4小時間隔出現下列日食。
註：1902年5月7日和1902年10月31日的日偏食屬於上一組交點年系列。1906年7月21日的日偏食屬於下一組交點年系列。
| 降交點   | 降交點                   |          | 升交點                   | 升交點 |
| 沙羅周期 | 地圖                     | 沙羅周期 | 地圖                     |        |
| 108      | 1902年4月8日 偏食（北）  |          |                          |        |
| 118      | 1903年3月29日 環食       | 123      | 1903年9月21日 全食       |        |
| 128      | 1904年3月17日 環食       | 133      | 1904年9月9日 全食        |        |
| 138      | 1905年3月6日 環食        | 143      | 1905年8月30日 全食       |        |
| 148      | 1906年2月23日 偏食（南） | 153      | 1906年8月20日 偏食（北） |        |

### 沙羅周期
沙羅週期長度為18年11天。本次日食屬於沙羅週期133，共包含72次日食，依次為1219年7月13日至1417年11月8日的12次日偏食、1435年11月20日至1526年1月13日的6次日環食、1544年1月24日的1次全環食（亦稱混合食）、1562年2月3日至2373年6月21日的46次日全食、2391年7月3日至2499年9月5日的7次日偏食，總共歷時1280.14年。其中最長的全食發生於1850年8月7日，共持續了6分50秒。
下表列舉了1901年至2100年間發生的屬於該周期的日食，是第39至49次：
| 39             | 40             | 41            |
| -------------- | -------------- | ------------- |
| 1904年9月9日   | 1922年9月21日  | 1940年10月1日 |
| 42             | 43             | 44            |
| 1958年10月12日 | 1976年10月23日 | 1994年11月3日 |
| 45             | 46             | 47            |
| 2012年11月13日 | 2030年11月25日 | 2048年12月5日 |
| 48             | 49             |               |
| 2066年12月17日 | 2084年12月27日 |               |

## 資料來源
1. ↑  樊忠玉. . 中国天文科普网.   [2016-04-07]. （原始内容存档于2014-09-17）.
2. 1 2  Fred Espenak. . NASA Eclipse Web Site.   [2016-04-07]. （原始内容存档于2020-10-24）.（英文）
3. ↑  Fred Espenak. . NASA Eclipse Web Site.   [2016-04-07]. （原始内容存档于2020-10-23）.（英文）
4. ↑  Xavier M. Jubier. .   [2016-04-07]. （原始内容存档于2017-03-27）.（法文）（英文）
5. ↑  Fred Espenak. . NASA Eclipse Web Site.   [2016-04-07]. （原始内容存档于2017-12-28）.（英文）
6. ↑  W. W. Campbell. . Publications of the Astronomical Society of the Pacific (太平洋天文學會). 1904-12-10, 16: 266–267  [2016-04-08].（英文）
7. ↑  Fred Espenak. . NASA Eclipse Web Site.（英文）

## 外部連結
- NASA日食專頁（页面存档备份，存于）（英文）
- 可見區域圖和時間統計：由弗雷德·埃斯佩纳克做出的日食預報，NASA/GSFC
  - Google互動地圖呈現的日食範圍
  - 貝塞爾元素
- Google地圖顯示的日全食和日偏食範圍（页面存档备份，存于）（法文）（英文）

| \| \| 日食 \|                             |                             |                                          |
| 上一次日食： 1904年3月17日日食 （日環食） | 1904年9月9日日食 （日全食） | 下一次日食： 1905年3月6日日食 （日環食） |
| 上一次日全食： 1903年9月21日日食          | 1904年9月9日日食 （日全食） | 下一次日全食： 1905年8月30日日食         |
|                                           | 日食                        |                                          |